# Tradescantia zanonia
Tradescantia zanonia là một loài thực vật có hoa trong họ Commelinaceae. Loài này được (L.) Sw. miêu tả khoa học đầu tiên năm 1788.